# Strzyżów (Łódź)
Pour les articles homonymes, voir Strzyżów.
Strzyżów (prononciation [ˈstʂɨʐuf]) est un village de la gmina de Drzewica, du powiat d'Opoczno, dans la voïvodie de Łódź, situé dans le centre de la Pologne.
Il se situe à environ 3 kilomètres au nord-ouest de Drzewica (siège de la gmina), 15 kilomètres au nord-est d'Opoczno (siège du powiat) et 77 kilomètres au sud-est de Łódź (capitale de la voïvodie).

## Administration
De 1975 à 1998, le village était attaché administrativement à l'ancienne voïvodie de Radom.

Depuis 1999, il fait partie de la nouvelle voïvodie de Łódź.